# Kisii (oraș)
Kisii este un oraș din sud-vestul Kenyei.